# Linolsyra
Linolsyra är en fettsyra som ibland betecknas 18:2 (n−6) eller 18:2 cis -9,12. Ett linoleat är ett salt eller en ester av denna syra.. Den har  formeln HOOC(CH2)7CH=CHCH2CH=CH(CH2)4CH3. Båda alkengrupperna (−CH=CH−) är cis. 
Linolsyra är en fleromättad, omega−6-fettsyra. Det är en färglös vätska som är praktiskt taget olöslig i vatten men löslig i många organiska lösningsmedel. Den förekommer vanligtvis i naturen som en triglycerid (ester av glycerin) snarare än som en fri fettsyra. Den är en av två essentiella fettsyror för människor, som måste få det genom kosten, och den mest väsentliga, eftersom kroppen använder den som bas för att göra de andra.
Ordet "linolsyra" kommer från latinets linum "lin" och oleum "olja", vilket återspeglar det faktum att det först isolerades från linolja.

## Historik
År 1844 isolerade F. Sacc, arbetande vid Justus von Liebigs laboratorium, linolsyra från linolja. År 1886 fastställde K. Peters existensen av två dubbelbindningar. Dess väsentliga roll i människans kost upptäcktes 1930 av G.O. Burr et al. Dess kemiska struktur bestämdes 1939 av T.P. Hilditch et al. och den syntetiserades av R.A. Raphael och F. Sondheimer 1950.

## I fysiologi
Konsumtionen av linolsyra är avgörande för god hälsa, eftersom det är en essentiell fettsyra.

### Metabolism och eikosanoider
Linolsyra (LA: C18H32O2; 18:2, n−6) är en föregångare till arakidonsyra (AA: C20H32O2; 20:4, n−6) med förlängning och omättnad. AA är prekursorn till vissa prostaglandiner,leukotriener (LTA, LTB, LTC), tromboxan (TXA) och N-acyletanolamin (NAE) arakidonoyletanolamin (AEA: C22H37NO2; 20:4,n−6), och andra endocannabinoider och eikosanoider.
Metabolismen av LA till AA börjar med omvandlingen av LA till gamma-linolensyra (GLA), påverkad av Δ6-desaturas.GLA omvandlas till dihomo-y-linolensyra (DGLA), den omedelbara prekursorn till AA.
LA omvandlas också av olika lipoxygenaser, cyklooxygenaser,  cytokrom P450-enzymer (CYP-monooxygenaserna) och icke-enzymatiska autooxidationsmekanismer till monohydroxylprodukter, nämligen 13-hydroxioktadekadiensyra och 9-hydroxioktadekadiensyra. Dessa två hydroximetaboliter oxideras enzymatiskt till sina ketometaboliter, 13-oxo-oktadekadiensyra och 9-oxo-oktadekdiensyra. Vissa cytokrom P450-enzymer, CYP-epoxygenaserna, katalyserar oxidation av LA till epoxidprodukter, nämligen dess 12,13-epoxid, vernolsyra och dess 9,10-epoxid, koronarsyra. Dessa linolsyraprodukter är inblandade i mänsklig fysiologi och patologi.
Hydroperoxider härrörande från metabolismen av anandamid (AEA: C22H37NO2; 20:4,n−6), eller dess linoleoylanaloger, har genom en lipoxygenasverkan visat sig vara kompetitiva hämmare av hjärn- och immuncells-FAAH, enzymet som bryter ner AEA och andra endocannabinoider, och föreningen linoleoyl-etanol-amid (C20H37NO2; 18:2,n−6), en N-acyletanolamin,- etanolamiden av linolsyra (LA:C18H32O2;18:2,n−6) och dess metaboliserade inkorporerade etanolamin (MEA: C2H
7NO), är den första upptäckta naturliga hämmaren av FAAH.

## Användning och reaktioner
Linolsyra är en komponent i snabbtorkande oljor, som är användbara i oljefärger och lacker. Dessa tillämpningar utnyttjar labiliteten hos de dubbelallyliska C−H-grupperna (−CH=CH−CH2−CH=CH−) mot syre i luft (autooxidation). Tillsats av syre leder till tvärbindning och bildning av en stabil film.
Reduktion av karboxylsyragruppen i linolsyra ger linoleylalkohol.
Linolsyra är ett ytaktivt ämne med en kritisk micellkoncentration på 1,5 x 10−4 M @ pH 7,5.
Linolsyra har blivit allt mer populärt inom skönhetsproduktindustrin på grund av dess välgörande egenskaper på huden. Forskning pekar på linolsyras antiinflammatoriska, akne-reducerande, hudupplysande och fuktbevarande egenskaper när den appliceras lokalt på huden.
Linolsyra används också i vissa tvålprodukter .

## Hälsoeffekter
Konsumtion av linolsyra har förknippats med minskad risk för hjärt-kärlsjukdomar, diabetes och för tidig död.Det finns högkvalitativa bevis för att ökat intag av linolsyra minskar totalt kolesterol i blodet och lågdensitetslipoprotein.
American Heart Association råder människor att ersätta mättat fett med linolsyra för att minska risken för hjärt-kärlsjukdom.